# Turismo in Corea del Sud

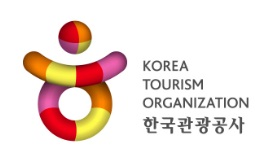
Logo dell'Organizzazione coreana del turismo

Il turismo è uno dei settori economici della Corea del Sud.
L'Organizzazione coreana del turismo (KTO) è stata fondata nel 1962, un anno dopo l'entrata in vigore della legge sulla promozione delle imprese turistiche. A partire dal 1998, il governo sudcoreano ha implementato politiche e riforme a favore dell'industria turistica, quali la Visione del turismo 21 (1999-2003) e il Piano per lo sviluppo del turismo (2002-2011). Nel 2009 si trattava principalmente di un mercato interno, con sporadici visitatori provenienti dal Giappone e dall'Asia nordorientale, e la maggior parte dei 7,81 milioni di turisti stranieri era in Corea del Sud in viaggio d'affari. Il fenomeno della diffusione della cultura coreana all'estero (detto Hallyu) ha aumentato l'arrivo di turisti.
Seul è la principale destinazione turistica per i visitatori, che in genere entrano nel Paese attraverso l'aeroporto internazionale di Incheon.

## Dati e statistiche
Nel 1995, i ricavi derivanti dal turismo rappresentavano l'1,2% del PIL. Secondo stime del World Travel and Tourism Council, nel 2012 il settore turistico generava direttamente il 2,1% del PIL nazionale (il 5,9% considerando anche il PIL generato indirettamente) e rappresentava il 2,5% degli occupati. Nel 2018 il suo contributo alla crescita economica sudcoreana era salito, secondo l'Organizzazione per la cooperazione e lo sviluppo economico, al 4,7% del PIL, rappresentando il 5,3% degli occupati totali.

### Arrivi per nazione

Andamento delle presenze di turisti cinesi in Corea del Sud (2014-oggi). Si evidenziano dei crolli nel 2015 per l'epidemia di MERS, nel 2017 per le sanzioni imposte a causa del THAAD, e nel 2020 per la pandemia di COVID-19.

Il 70% dei turisti che visitano la Corea del Sud proviene da Stati Uniti, Cina, Giappone e Hong Kong. Nel 2016, i visitatori provenienti dalla Cina rappresentavano il 46,8% degli arrivi nel Paese. Tuttavia, la Cina ha imposto il divieto di tour di gruppo dopo che le forze armate statunitensi hanno iniziato a dispiegare il sistema Terminal High Altitude Area Defense (THAAD) in Corea del Sud, e ad agosto 2017 i turisti cinesi sono crollati del 70% rispetto all'anno precedente, spingendo l'industria sudcoreana del turismo a porsi l'obiettivo a lungo termine di diversificare gli arrivi per ridurre la dipendenza dalla Cina.
Quelli che seguono sono gli arrivi per nazione per anno (dati del Ministero della cultura, dello sport e del turismo).
| Paese         | 2015       | 2016       | 2017       | 2018       | 2019       |
| ------------- | ---------- | ---------- | ---------- | ---------- | ---------- |
| Giappone      | 1 837 782  | 2 297 893  | 2 311 447  | 2 948 527  | 3 271 706  |
| Cina          | 5 984 170  | 8 067 722  | 4 169 353  | 4 789 512  | 6 023 021  |
| Hong Kong     | 523 427    | 650 676    | 658 031    | 683 818    | 694 934    |
| Singapore     | 160 153    | 221 548    | 216 170    | 231 897    | 246 142    |
| Taiwan        | 518 190    | 833 465    | 925 616    | 115 333    | 1 260 493  |
| Thailandia    | 371 769    | 470 107    | 498 511    | 558 912    | 571 610    |
| Malaysia      | 223 350    | 311 254    | 307 641    | 382 929    | 408 590    |
| Australia     | 133 266    | 151 979    | 150 408    | 153 133    | 173 218    |
| Stati Uniti   | 767 613    | 866 186    | 868 881    | 967 992    | 1 044 038  |
| Canada        | 145 547    | 175 745    | 176 256    | 194 259    | 205 408    |
| Regno Unito   | 123 274    | 135 139    | 126 024    | 130 977    | 143 676    |
| Germania      | 100 182    | 110 302    | 109 860    | 115 789    | 120 730    |
| Francia       | 83 832     | 91 562     | 92 347     | 100 096    | 110 794    |
| Russia        | 188 106    | 233 973    | 270 427    | 305 542    | 343 057    |
| Medio Oriente | 168 384    | 193 593    | 217 538    | 237 715    | 252 625    |
| India         | 153 602    | 195 911    | 123 416    | 119 791    | 143 367    |
| Filippine     | 403 622    | 556 745    | 448 702    | 460 168    | 503 867    |
| Indonesia     | 193 590    | 295 461    | 230 837    | 249 067    | 278 575    |
| Vietnam       | 162 765    | 251 402    | 324 740    | 457 818    | 553 731    |
| Mongolia      | 77 918     | 79 165     | 103 916    | 113 864    | 113 599    |
| Altri         | 911 109    | 1 051 995  | 1 005 637  | 1 032 740  | 1 039 575  |
| Totale        | 13 231 651 | 17 241 823 | 13 335 758 | 15 346 879 | 17 502 756 |

### Arrivi per anno
Quelli che seguono sono gli arrivi per anno (dati del Ministero della cultura, dello sport e del turismo e della World Tourism Organization).
| Anno | Numero di arrivi |
| ---- | ---------------- |
| 1995 | 3 750 000        |
| 1996 | 3 680 000        |
| 1997 | 3 910 000        |
| 1998 | 4 250 000        |
| 1999 | 4 660 000        |
| 2000 | 5 320 000        |
| 2001 | 5 150 000        |
| 2002 | 5 350 000        |
| 2003 | 4 750 000        |
| 2004 | 5 820 000        |
| 2005 | 6 020 000        |
| 2006 | 6 160 000        |
| 2007 | 6 450 000        |
| 2008 | 6 890 000        |
| 2009 | 7 820 000        |
| 2010 | 8 797 658        |
| 2011 | 9 794 796        |
| 2012 | 11 140 028       |
| 2013 | 12 175 550       |
| 2014 | 14 201 516       |
| 2015 | 13 231 651       |
| 2016 | 17 241 823       |
| 2017 | 13 335 758       |
| 2018 | 15 346 879       |
| 2019 | 17 502 756       |
| 2020 | 2 520 000        |

### Città e regioni più visitate
Quelle che seguono sono le città e le regioni più visitate per anno (dati del Ministero della cultura, dello sport e del turismo. Risposte multiple, dati espressi in percentuale).
|                            | 2015 | 2016 | 2017 | 2018 | 2019 |
| -------------------------- | ---- | ---- | ---- | ---- | ---- |
| Seul                       | 78,7 | 78,0 | 78,8 | 79,4 | 76,4 |
| Gyeonggi                   | 13,3 | 13,1 | 15,6 | 14,9 | 14,9 |
| Busan                      | 10,3 | 10,4 | 15,1 | 14,7 | 14,1 |
| Jeju                       | 18,3 | 20,2 | 10,8 | 8,5  | 9,9  |
| Incheon                    | 6,8  | 6,2  | 10,0 | 8,3  | 8,0  |
| Gangwon                    | 6,4  | 6,4  | 6,8  | 9,7  | 7,8  |
| Taegu                      | 1,6  | 1,2  | 2,5  | 3,1  | 3,5  |
| Gyeongsang Settentrionale  | 2,5  | 2,0  | 2,6  | 2,8  | 3,1  |
| Gyeongsang Meridionale     | 3,2  | 1,9  | 2,2  | 2,3  | 1,7  |
| Jeolla Settentrionale      | 1,7  | 1,3  | 1,5  | 1,1  | 1,7  |
| Daejeon                    | 1,2  | 2,0  | 1,7  | 1,7  | 1,5  |
| Chungcheong Meridionale    | 1,3  | 1,0  | 1,3  | 1,4  | 1,4  |
| Chungcheong Settentrionale | 0,6  | 0,4  | 0,9  | 0,9  | 1,1  |
| Gwangju                    | 0,8  | 0,5  | 1,2  | 1,1  | 1,1  |
| Ulsan                      | 1,0  | 0,6  | 1,4  | 1,2  | 1,0  |
| Jeolla Meridionale         | 1,8  | 0,9  | 0,7  | 0,7  | 0,8  |
| Sejong                     | 0,2  | 0,2  | 0,4  | 0,4  | 0,4  |

## Turismo interno

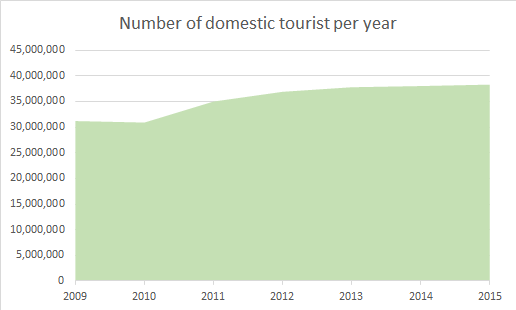
Andamento annuale dei turisti interni in Corea del Sud (2009-2015)

Mentre i viaggi all’estero dei sudcoreani aumentano ogni anno, il turismo interno è rimasto stagnante nel periodo 2006-2016. Secondo il Korea Institute for Industrial Economics and Trade, nel 2014 i sudcoreani hanno speso 14,4 bilioni di won per il turismo interno.
| Anno | Numero di turisti interni |
| ---- | ------------------------- |
| 2007 | 36 443 445                |
| 2008 | 37 391 314                |
| 2009 | 31 201 294                |
| 2010 | 30 916 690                |
| 2011 | 35 013 090                |
| 2012 | 36 914 067                |
| 2013 | 37 800 004                |
| 2014 | 38 027 454                |
| 2015 | 38 307 303                |

## Fattori d'interesse turistico
I motivi che spingono i turisti (stranieri e interni) a visitare la Corea del Sud sono molti e possono essere suddivisi in diverse categorie.

### Turismo artistico-culturale

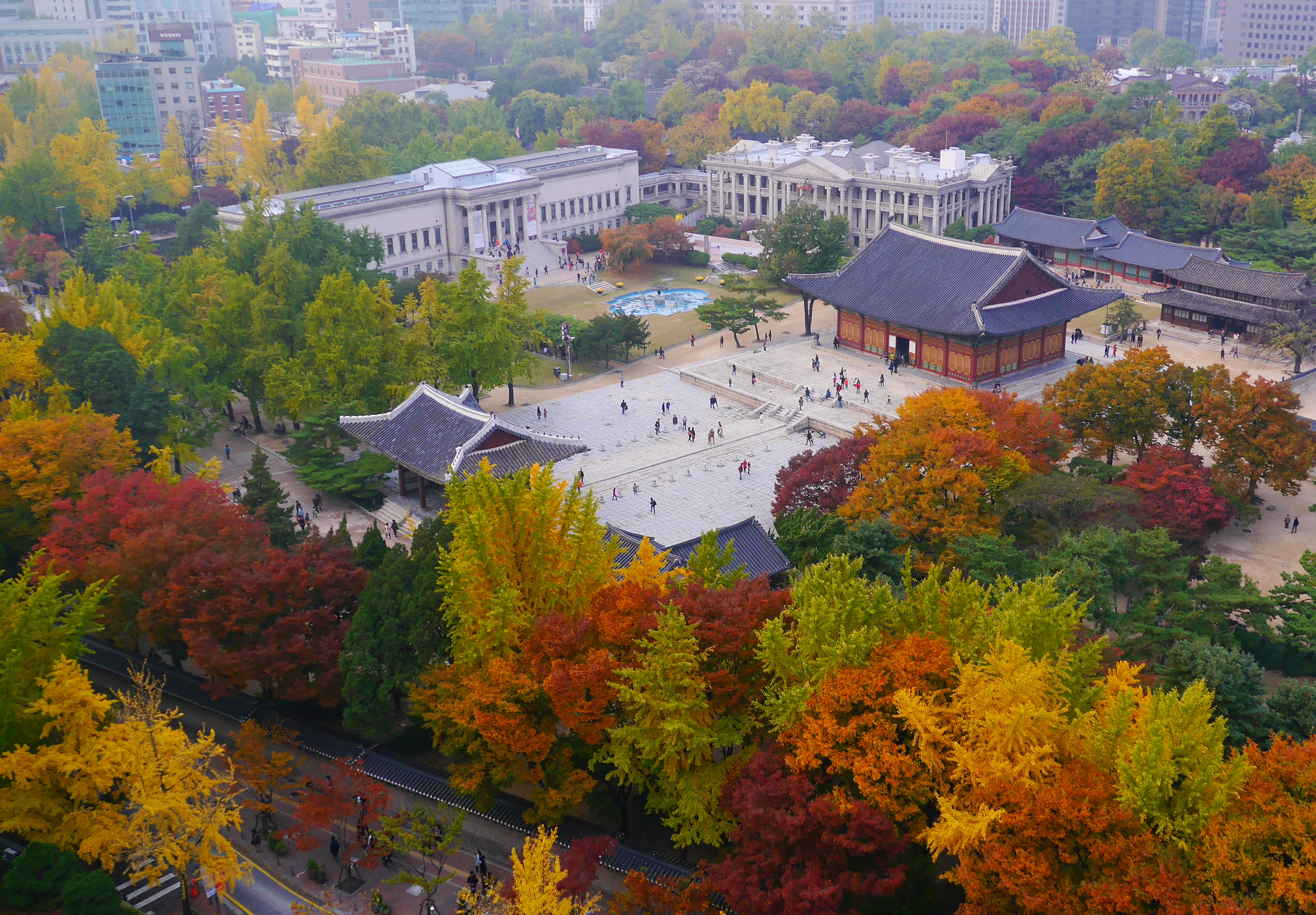
Deoksugung a Seul.

Accanto a palazzi di fattura moderna, in Corea del Sud permangono case ed edifici storici risalenti al Medioevo, quali la fortezza di Hwaseong a Suwon, i palazzi reali Gyeongbokgung, Changdeokgung, Changgyeonggung e Deoksugung a Seul, e le porte monumentali Namdaemun e Dongdaemun che circondavano la fortezza di Seul in tempi antichi.
A causa della centralizzazione dell'infrastruttura culturale nell'area metropolitana, esiste un divario culturale tra Seul e altre regioni: secondo il Ministero della cultura, dello sport e del turismo, il 36,4% delle infrastrutture culturali come biblioteche pubbliche, musei e gallerie d'arte è concentrato nella capitale, motivo per cui molti si recano a visitarla.
Ciascuna regione ha le proprie tradizioni, celebrate in un gran numero di festival locali che si tengono in ogni stagione.

### Turismo legato allaHallyu
L'aumento dell'interesse per la cultura di massa coreana (detto Hallyu) ha avuto effetti sul turismo: per esempio, a metà degli anni Novanta molti giapponesi si recarono a visitare i set e i luoghi delle riprese dei drama coreani. Per i primi tempi, il turismo legato alla Hallyu è stato sospinto dalla popolarità di serie quali Dae Jang-geum, Ga-eul donghwa e Gyeo-ul yeon-ga, poi si è incentrato sul K-pop, con un afflusso di turisti giunti in Corea del Sud per assistere ai concerti. Oltre a generare interesse per la televisione e la musica, la Hallyu ha accresciuto la consapevolezza anche verso altri aspetti culturali come il cibo, la cosmesi, la moda e la lingua coreana.

### Turismo gastronomico
A Seul si trovano diversi mercati tradizionali dove assaggiare la cucina coreana. Jeonju possiede una sua cultura culinaria rappresentata da un particolare stile di bibimbap e da chioschi agli angoli delle strade chiamati gamaek, e anche l'isola di Jeju ha sviluppato dei piatti locali unici grazie alla posizione geografica lontana dalla terraferma, come il maiale nero alla griglia e gli omegi tteok (tteok di miglio). Sokcho e Mokpo sono note per i piatti di pesce, mentre a Boseong si trova la più grande piantagione di tè del Paese.

### Turismo naturalistico
In Corea del Sud si trovano 22 parchi nazionali, tra cui il Parco nazionale del Naejangsan, il Parco nazionale dell'Odaesan, il Parco nazionale del Jirisan e il Parco nazionale dell'Hallasan. L'isola di Jeju, inserita nel patrimonio naturale dell'UNESCO, è una delle mete più popolari, e il suo vulcano ospita un ecosistema e una biodiversità unici. Altre isole minori sono Udo, Ulleungdo, Dokdo, Jukdo e Gwaneumdo.

### Turismo medico
La medicina sudcoreana ha una buona reputazione, e nel 2019 i turisti che hanno visitato il Paese per motivi medici sono stati oltre 130.000. L'interesse è orientato soprattutto verso le procedure di chirurgia plastica, chirurgia estetica e dermatologia, ma anche verso le terapie di medicina erboristica tradizionale.